# Motte castrale de Toutencourt
La motte castrale de Toutencourt est située sur le territoire de la commune de Toutencourt, dans le département de la Somme, au nord d'Amiens.

## Histoire
Des fouilles archéologiques, effectuées en 2009 et 2010, ont permis de mettre au jour et de dater approximativement les différentes phases de construction et de destruction de la motte et du château :
- phase I : XIe – XIIe siècles, édification de la motte castrale par creusement des fossés toujours visibles;
- phase II : XIe ? -XIIe, XIIIe siècles, construction d'une enceinte en pierre et d'une première tour;
- phase III : XVIe - début du XVIIe siècle : destruction et reconstruction avec deux caves voûtées;
- phase IV : XVIIe siècle, incendie de la tour qui ne fut pas reconstruite, le site ne fut abandonné qu'à la fin du XVIIe siècle, les pierres des constructions furent récupérées.

La motte et son fossé sont protégés en tant que monument historique : inscription par arrêté du 11 avril 2012.

## Caractéristiques
Les fouilles archéologiques ont mis au jour les vestiges d'une tour, d'une courtine, de bâtiments et de caves construits en grès. Une partie de la levée d'enceinte de la basse-cour a été retrouvée ainsi qu'un système de canalisation d'eau.

## Photos

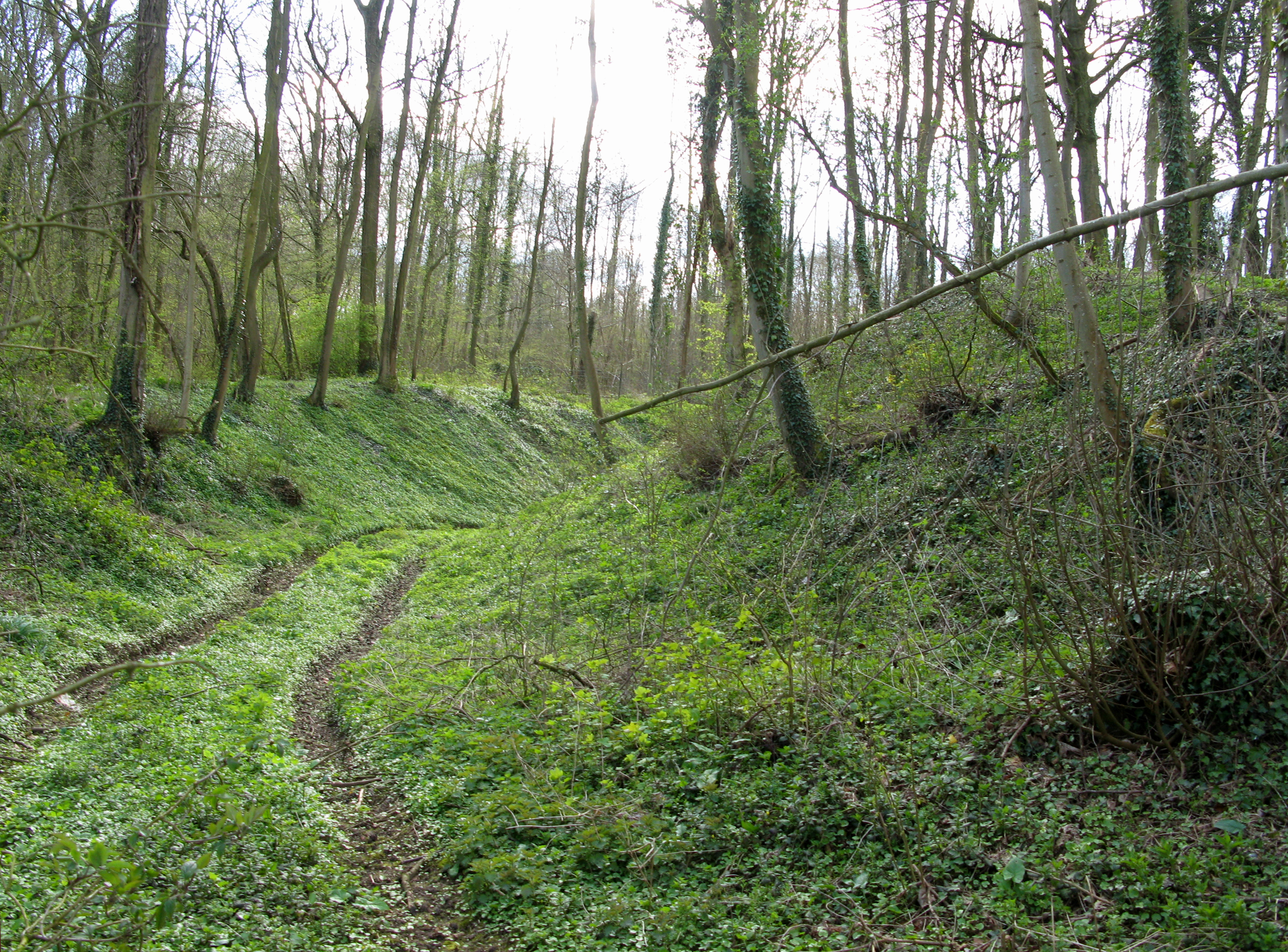
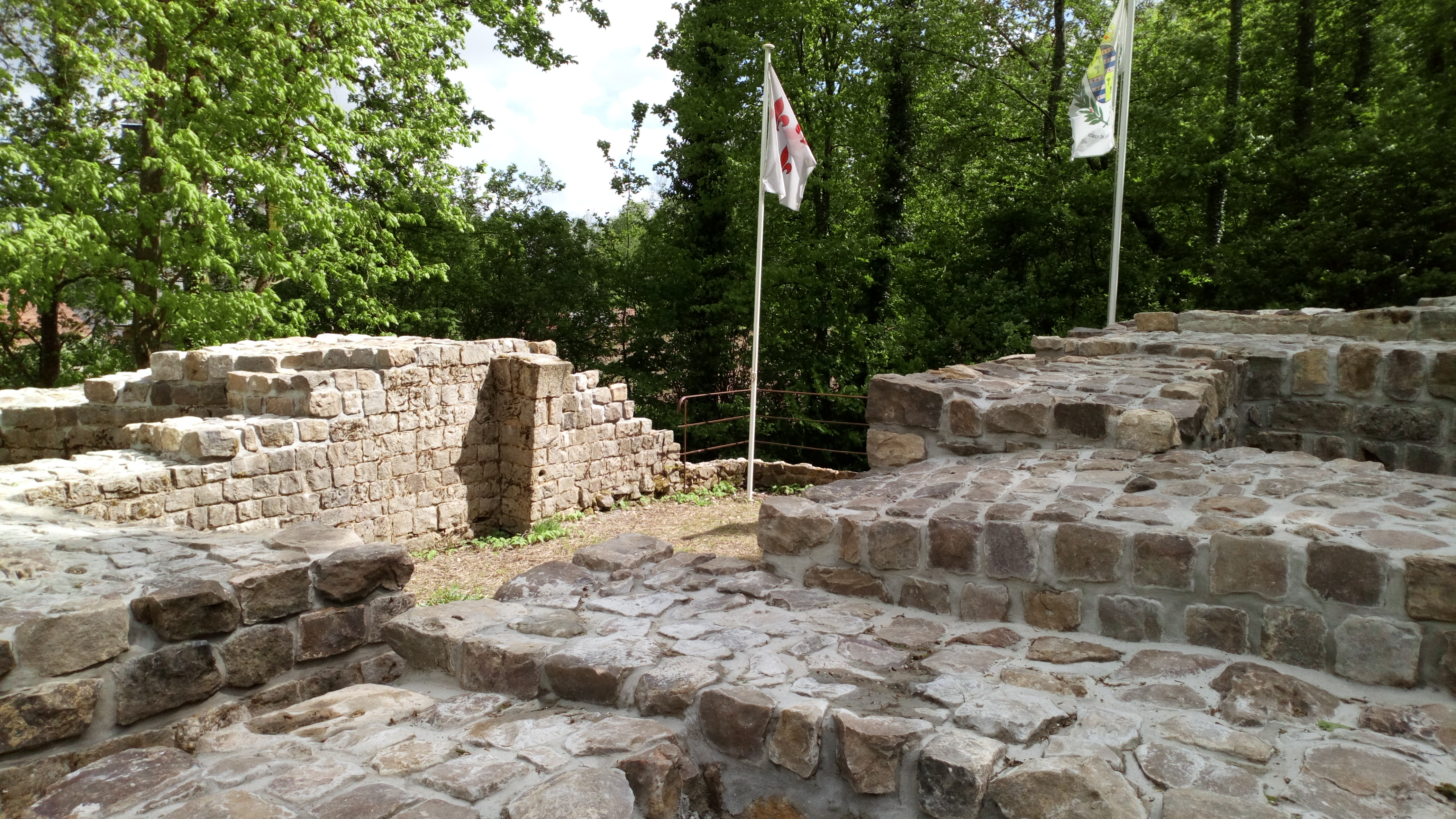
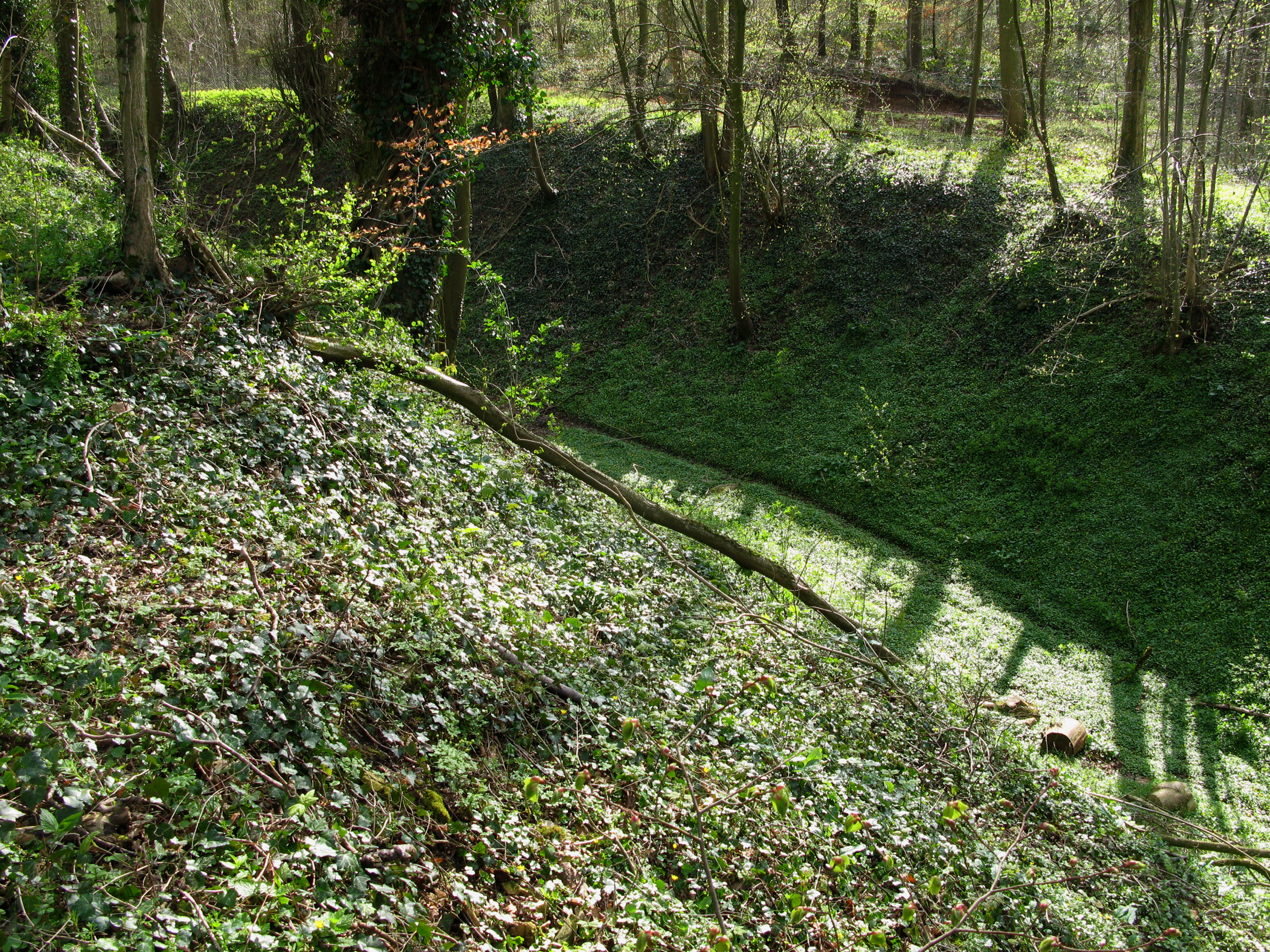